# Igor Luketić
Igor Luketić (* 2. März 1986 in Slavonski Brod, SFR Jugoslawien) ist ein ehemaliger kroatischer Fußballspieler, der als Torwart zum Einsatz kam.

## Spielerkarriere
Igor Luketić spielte ab der Fußballsaison 2008/09 beim kroatischen Fußballverein NK Hrvatski Dragovoljac in der kroatischen 2. HNL-Liga. Vorher war er nur unterklassig aktiv.
Ab Dezember 2011 spielte er für die Viktoria Aschaffenburg. Im Juli 2012 wechselte er zur 2. Mannschaft des TuS Koblenz, wo er seit dem 1. Januar 2014 in der 1. Mannschaft spielt. Im Sommer 2015 wurde sein Vertrag nicht verlängert. Er war ein Jahr ohne Klub, ehe ihm im Sommer 2016 der TSV Schott Mainz verpflichtete. Dort spielte er zwei Jahre und ist seit dem Sommer 2018 erneut vereinslos.